# Ulysses Bloodstone
Pour les articles homonymes, voir Bloodstone.
Ulysses Bloodstone est un super-héros créé par Marvel Comics. Il est apparu pour la première fois dans Marvel Presents #1, en 1975.

## Origines
Durant l'Âge hyborien, une météorite s'écrasa sur Terre au nord du continent Européen, vers -8250 JC. Le rocher servait de transport au représentant d'une race guerrière, Ullux’l Kwan Tae Syn. Un chasseur trouva le site et combattit l'alien. Dans le combat, le météore fut brisé et un éclat s'incrusta sur le torse de l'homme. L'explosion qui s'ensuivit extermina la tribu du chasseur et ce dernier voua une haine éternelle à Ullux’l Kwan Tae Syn. L'homme devenu immortel fut connu par la suite comme Ulysses Bloodstone.
Ulysses Bloodstone fut l'un des meilleurs mercenaires du monde. Sa vie prolongée lui permit d'amasser une grande fortune, qu'il utilisa pour construire des abris très bien équipés dans le monde entier. Il s'entraîna à l'utilisation de toutes les armes connues et devint un expert en techniques de combat à mains nues et un linguiste cultivé.
Pendant 10 000 ans, Bloodstone voyagea à travers le monde, à la recherche d'Ullux’l Kwan Tae Syn. Ce dernier lui échappait sans cesse, laissant à sa place des monstres conjurés, ce qui valut à Ulysses une réputation de chasseur de monstres.
Vers 1930, il combattit le vampire Nosferatu et son clan. En 1933, il devint l'ami du sumo Fat Cobra, qui devint son assistant. Il voyagea jusque sur la Terre Sauvage et même l'Ile aux Monstres, où il combattit Fin Fang Foom Dans les années 50, il devint l'un des membres des Monster Hunters jusqu'à leur dissolution. En 1959, Il est recruté par Nick Fury, pour faire partie de la première équipe des Avengers, avec notamment Victor Creed. La mission est d'infiltrer le repaire de Crâne Rouge, qui tente de former le quatrième Reich, et d'éliminer ce dernier.
Vers la fin du XXe siècle, Bloodstone affronta le géant Goram, puis découvrit une île où avait atterri un fragment de la météorite, et il demanda aux Nations unies de reconnaître la souveraineté de l'île. Il affronta ensuite Sharzan l'élémental. Il fut aussi l'allié d'Iron Man et l'ennemi de Centurius à cette période. C'est aussi à cette période qu'il eut une fille, Elsa.
Ulysses fut tué dans un combat final contre ses ennemis aliens, en empêchant les plans de conquête d'une secte ayant rassemblé les fragments de la météorite rouge.

## Pouvoirs
- Le fragment de gemme incrustée dans la poitrine d'Ulysses le rendait plus fort et plus rapide qu'un être humain. Elle le guérissait de toute blessure, même des amputations. Dans ce cas précis, Ulysses entrait dans une sorte d'hibernation, qui pouvait durer près de 10 ans. À son réveil, le membre tranché avait repoussé.
- Lié à ce facteur de régénération, le corps d'Ulysses ne vieillissait pas et il ne tombait jamais malade.
- Il n'avait plus besoin de respirer, ni de manger ou boire. La gemme lui fournissait l'énergie nécessaire.
- C'était aussi sa principale faiblesse : séparée de l'éclat, il redevenait mortel.
- La gemme lui donnait une sorte de 6° sens qui lui permettait de voir les auras, et de se diriger sans problème dans l'obscurité. Il pouvait aussi voyager dans le plan astral et possédait une télékinésie très limitée.
- Grâce à sa longévité, Ulysses a eu le temps d'apprendre et de maitriser un grand savoir, que ce soit en linguistique, en armement ou en arts martiaux.
- Grand chasseur, il utilisait souvent des armes à feu et des explosifs, mais aussi des sabres et des couteaux.